# Kudoa mirabilis
Kudoa mirabilis is een microscopische parasiet uit de familie Kudoidae. Kudoa mirabilis werd in 1991 beschreven door Naidenova & Gaevskaya. 